# Никокл (царь Саламина)
Никокл  (др.-греч. Νικοκλη̃ς; убит в 362/359 до н. э.) — царь Саламина, сын Эвагора.

## Биография
Никокл пришёл к власти в 374/373 до н. э. после убийства отца и старшего брата Пнитагора неким евнухом. Аристотель писал, что убийство было совершено из мести, но на основании путаного упоминания у Диодора, сообщавшего, что «на Кипре евнух Никокл убил царя Эвагора и захватил царскую власть в Саламине», высказывались предположения о причастности к этому делу Никокла.
О правлении Никокла известно только из двух панегириков Исократа, адресованных этому царю, в котором афинский ритор видел продолжателя эллинизаторской политики его отца. В первой речи «К Никоклу» (πρὸς Νικοκλέα), известной также под названием «К Никоклу о царской власти», Исократ дает царю советы по управлению. По словам Гермиппа Смирнского, автора не дошедшей до нас книги «Об Исократе», за этот панегирик, написанный в начале его правления, Никокл подарил автору 20 талантов.
Вторая речь — «Никокл, или К жителям Кипра» (Νικοκλη̃ς ή̓ Κύπριοι), также известная под названием «Никокл, или К союзникам», посвящена обоснованию превосходства монархической формы правления над всеми другими и дает советы уже не правителю, а его подданным.
По словам Исократа, придя к власти, Никокл нашел государство в тяжелом положении, а казну пустой, вследствие тяжелой войны, которую его отец вел с персидским царем. Он постарался поправить финансовое положение, не прибегая к чрезвычайным мерам, и вообще за время его «царствования не произошло ни изгнаний, ни казней, ни конфискаций, ни других каких-либо неприятностей такого же рода».
При этом Саламин оставался в трудном положении, так как связи с Грецией были прерваны из-за новой войны (вероятно, афино-спартанской), «и со всех сторон наша страна подвергалась грабежам и опустошениям» (по-видимому, уже вследствие каких-то конфликтов на острове). С Артаксерксом II Никокл постарался примириться, но царь Персии «хотя и помирился с нами на словах, на деле оставался нашим врагом».
Исократ также превозносит личную жизнь царя, который, якобы, старался подавать благотворный пример своим подданным, самые лучшие из которых не могли «противостоять влечению к мальчикам и женщинам», и вел очень воздержанный образ жизни, довольствуясь законной женой и не пользуясь наложницами. Это заявление противоречит сообщениям Феопомпа и Анаксимена Лампсакского, сохранившимся у Афинея: по словам этих авторов, своей невероятной роскошью и распущенностью Никокл соперничал с первым сластолюбцем и жуиром своего времени — Стратоном Сидонским. Эти цари устроили заочное соревнование — кто кого превзойдет в роскоши и наслаждениях. «Но им не удалось прожить так всю жизнь, и оба умерли насильственной смертью», точная дата и обстоятельства которой, в случае Никокла, неизвестны. Возможно, он погиб в ходе Великого восстания сатрапов.
Никоклу наследовал сын Эвагор II.